# Boarding School Juliet
Boarding School Juliet (japanisch 寄宿学校のジュリエット Kishuku Gakkō no Juliet) ist eine Manga-Serie von Yōsuke Kaneda, die in Japan von 2015 bis 2019 erschien. Sie wurde in mehrere Sprachen übersetzt, darunter auch ins Deutsche, sowie als Anime und als Light Novel adaptiert. Die Geschichte erzählt von zwei jungen Schülern aus verfeindeten Ländern, die gemeinsam auf ein Internat gehen und sich ineinander verlieben.

## Inhalt
Die beiden Schüler Juliet Persia und Romio Inuzuka besuchen das prestigeträchtige Dhalia-Internat. Sie stehen jeweils verfeindeten Häusern vor, dem der Nation Tōwa und dem des Landes West. Trotz ihrer Feindschaft schicken die Staaten ihre Kinder auf die Akademie, die auf einer Insel zwischen beiden liegt. Sobald sich die Vorsteher der beiden Häuser begegnen, kämpfen sie gegeneinander. Zugleich sind sie die mit Abstand besten Kämpfer an der Schule, sodass keine anderen Schüler gegen sie ankommen. Doch Inuzuka ist heimlich in Persia verliebt und bemüht sich, sie in den Kämpfen nicht zu verletzen. Und als sie von anderen Schülern aus Tōwa angegriffen wird, rettet er Persia sogar. Als sie ihn daraufhin erneut zum Duell fordert, gesteht er ihr seine Liebe. Schließlich willigt sie ein, seine Geliebte zu werden. So müssen sie sich gemeinsam gegen die Feindschaft der beiden Länder behaupten. Inuzuka versucht, ihre Umfeld für seine Liebe zu verändern, damit sie ihre Beziehung nicht mehr geheim halten müssen.

## Buch-Veröffentlichungen
Der Manga erschien von 2015 bis 2019 in einzelnen Kapiteln, zunächst im Bessatsu Shōnen Magazine und ab September 2017 im Shōnen Magazine. Dessen Verlag Kodansha brachte die Kapitel auch gesammelt in 16 Bänden heraus. Eine deutsche Übersetzung von Kaito Kaiba wird seit April 2024 von Tokyopop in bisher sechs Bänden veröffentlicht (Stand Juli 2025). Bei Pika Édition wurde der Manga auf Französisch veröffentlicht und beim amerikanischen Ableger von Kodansha auf Englisch.
Der vierte Band der Serie war der erste, der in die Manga-Verkaufscharts gelangte. er verkaufte sich 57.000 Mal in zwei Wochen. Es folgten weitere Platzierungen in den Charts mit je etwa 60.000 Verkäufen in zwei Wochen. Bis Anfang 2018 waren über 1 Million Exemplare der Serie im Umlauf. Mit Start der Fernsehserie Ende 2018 stiegen die Verkaufszahlen bis auf 92.000 verkaufte Bände in zwei Wochen für Band 12. Eine Umsetzung der Geschichte als Light Novel, geschrieben von Tadahito Mochizuki und illustriert von Yōsuke Kaneda, erschien bei Kodansha am 9. Februar 2017.

## Animeserie
Bei Studio Liden Films entstand eine Adaption der Geschichte als Animeserie für das japanische Fernsehen. Bei der Produktion führte Seiki Takuno Regie und Takao Yoshioka schrieb das Drehbuch. Das Charakterdesign stammt von Yūki Morimoto und die künstlerische Leitung hatte Yukihiro Saitō inne. Die Tonregie hatte Yota Tsuruoka und für die Kameraführung war Hitoshi Tamura zuständig.
Die Serie wurde erstmals im März 2018 angekündigt. Die zwölf Folgen wurden vom 6. Oktober bis zum 22. Dezember 2018 von MBS, TBS, BS-TBS und AT-X in Japan gezeigt. Amazon Prime Video veröffentlichte die Serie mit Untertiteln auf Englisch, Italienisch und Portugiesisch.

### Synchronisation
| Rolle            | japanischer Sprecher (Seiyū) |
| ---------------- | ---------------------------- |
| Juliet Persia    | Ai Kayano                    |
| Romio Inuzuka    | Yūki Ono                     |
| Hasuki Komai     | Ayane Sakura                 |
| Chartreux Westia | Yu Shimamura                 |
| Kochō Wang       | Rina Hidaka                  |
| Teria Wang       | Yui Ogura                    |
| Scott Fold       | Hiroshi Kamiya               |

### Musik
Die Musik der Serie stammt von Masaru Yokoyama. Der Vorspann wurde unterlegt mit dem Love with You von fripSide und das Abspannlied ist Itsuka Sekai ga Kawaru Made von Riho Iida. Innerhalb der siebten Folge wird das Lied Hush, Little Baby, gesungen von Ai Kayano, eingespielt.